# Jean Tharaud
Jean Tharaud (născut Pierre Marie Martial Charles Tharaud, n. 9 mai 1877, Saint-Junien, Limousin, Franța – d. 8 aprilie 1952, Paris, Franța) a fost un scriitor francez.

## Biografie
Jean și Jérôme Tharaud (1874-1953), fratele lui, s-au născut în comuna Saint-Junien din departamentul Haute Vienne, dar și-au petrecut tinerețea la Angoulême.
Ei au scris împreună timp de cincizeci de ani o bogată operă literară, semnând mereu cu ambele lor prenume. Fratele mai mic scria textul brut, în timp ce fratele cel mare, Jérôme, se ocupa cu dezvoltarea și finisarea textului. Au călătorit în multe țări precum Palestina, Iran, Maroc și România și au adus înapoi din călătoriile lor materiale pentru reportaje și pentru cărți.
Frații Tharaud au fost amândoi aleși în Academia Franceză. Alegerea lui Jérôme Tharaud înainte de cel de-al Doilea Război Mondial i-a pus pe academicieni în fața unei situații complexe: scriitorul nu era, într-adevăr, decât „jumătatea unui cuplu de autori” și nu puteau fi aleși amândoi. Jérôme a fost ales în 1938, iar apoi cel de-al Doilea Război Mondial și Ocupația au amânat alegerea lui Jean. După Eliberare, el a fost, alături de Ernest Seillière, René Grousset, Octave Aubry și Robert de Harcourt, una dintre cinci persoane alese în 14 februarie 1946 ca membre ale Academiei Franceze în primele alegeri organizate în acel an pentru a completa numeroasele locuri vacante rămase după anii Ocupației. El a fost primit pe 12 decembrie 1946 de Louis Madelin pe fotoliul deținut anterior de Louis Bertrand. Antoine Blondin l-a întâmpinat cu aceste cuvinte: „încă un Tharaud primit”, pentru că fratele lui, Jérôme, era deja membru al Academiei.
Opera lor este marcată de un spirit de conformism la valorile timpului și de rasismul epocii, care includea antisemitismul (vezi capitolul „Un ghetou marocan” din cartea Marrakech (1920, reeditată în 1939) sau acest schimb de cuvinte cu Romain Rolland, în 1942: „Ils ont de ces mots, qui vous démolissent tout espoir d'amitié. Ainsi l'exclamation de Jean, à propos des mesures contre les Juifs: «C'est embêtant! Ça les rend populaires. Il ne faudrait pas qu'on les vît revenir, avec les Blum et Cie !»”) și elogierea colonialismului.
El este îngropat în cimitirul Saint-Louis din Versailles. Soția lui a murit în 1989.

## Lucrări

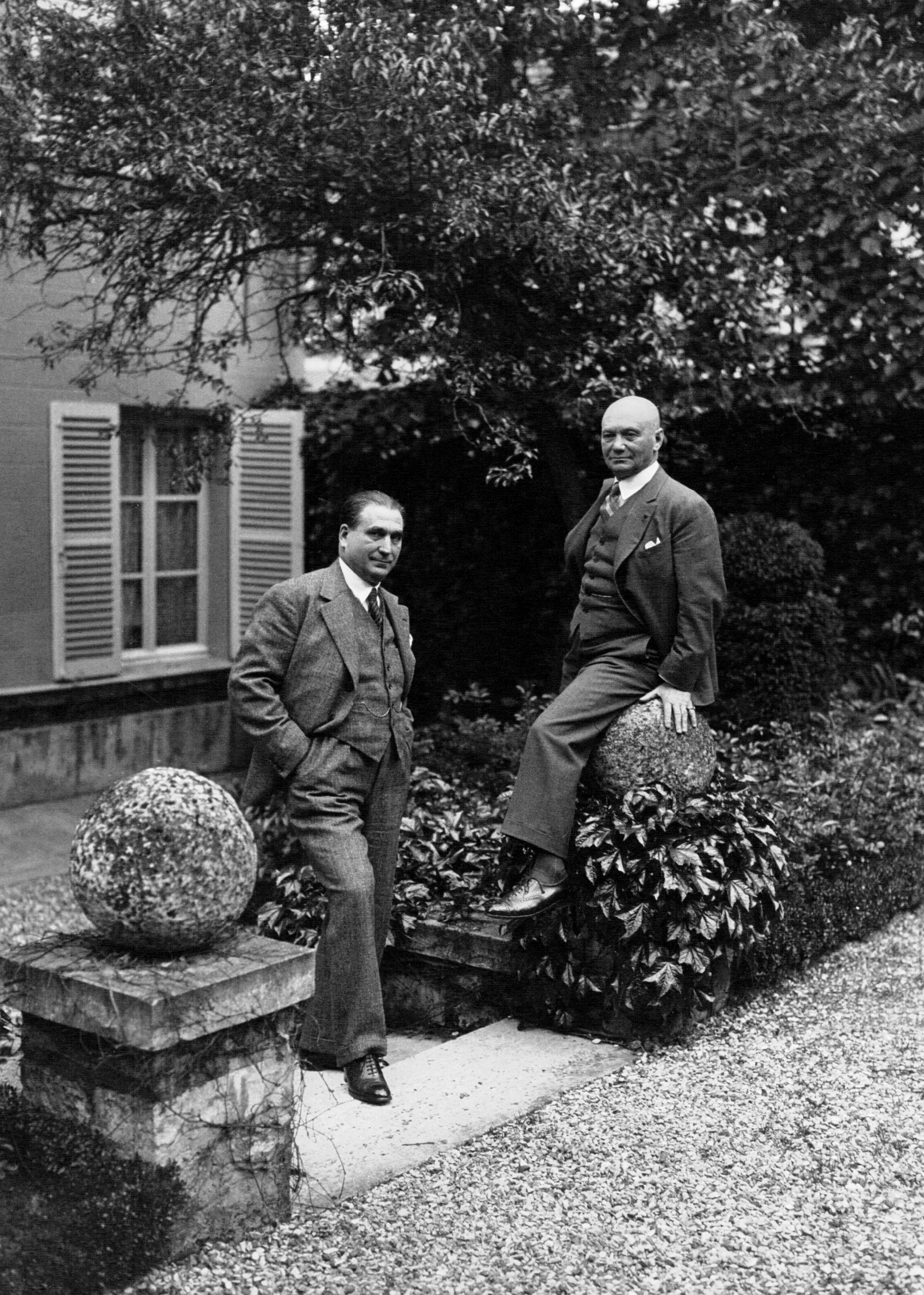
Frații Tharaud în 1932.

Cărți scrise împreună cu fratele lui, Jérôme
- Le Coltineur débile (1898)
- La Lumière (1900)
- Dingley, l'illustre écrivain (1902, premiul Goncourt în 1906)
- Les Hobereaux (1904)
- L'Ami de l'ordre (1905)
- Les Frères ennemis (1906)
- Bar-Cochebas (1907)
- Déroulède (1909)
- La Maîtresse servante (1911)
- La Fête arabe (1912)
- La Tragédie de Ravaillac (1913)
- La Mort de Déroulède (1914)
- L'Ombre de la croix (1917)
- Rabat, ou les heures marocaines (1918)
- Une relève (1919)
- Marrakech ou les seigneurs de l'Atlas (1920)
- Quand Israël est roi (1921)
- L'invitation au voyage (1922)
- La randonnée de Samba Diouf (1922)
- La Maison des Mirabeau (1923)
- Le Chemin de Damas (1923)
- L'An prochain à Jérusalem (1924)
- Rendez-vous espagnols (1925)
- Un royaume de Dieu (1925)
- Causerie sur Israël (1926)
- Notre cher Péguy (1926)
- La Semaine sainte à Séville (1927)
- Petite Histoire des Juifs (1927, Plon)
- En Bretagne (1927)
- Mes années chez Barrès (1928)
- La Reine de Palmyre (1928)
- La Chronique des frères ennemis (1929)
- Fès ou les bourgeois de l'Islam (1930)
- L'Empereur, le philosophe et l'évêque (1930)
- L'Oiseau d'or (1931)
- Paris-Saïgon dans l'azur (1932)
- La Fin des Habsbourg (1933)
- La Jument errante (1933)
- Versailles (1934)
- Vienne la rouge, Plon, 24 juin 1934
- Les Mille et un jours de l'Islam I : Les cavaliers d'Allah (1935)
- Les Mille et un jours de l’Islam II : Les grains de la grenade (1938)
- Le Passant d’Éthiopie (1936)
- Cruelle Espagne (1937)
- L'Envoyé de l'Archange (1939)
- Les Mille et un jours de l’Islam III : Le rayon vert (1941)
- Le Miracle de Théophile (1945)
- Fumées de Paris et d'ailleurs (1946)
- Vieille Perse et jeune Iran (1947)
- Les Enfants perdus (1948)
- Les Mille et un jours de l’Islam IV : La chaîne d'or (1950)
- La Double confidence (1951)